# 김관장
김관장(金官長, ?~?)은 신라의 관리이다.

## 생애
대아찬(大阿飡) 관등의 그는 680년에 안승(安勝)을 보덕왕(報德王)으로 봉하고 금마저(金馬諸)에 살게 하고 문무왕의 누이를 안승의 비(妃)로 삼게 하겠다는 내용의 교서를 전했으며, 687년에는 총관(摠管)에 임명되었다.